# ماريا لويزا فرنانديز
ماريا لويزا فرنانديز (بالإسبانية: María Luisa Fernández)‏ هي كاتِبة وشاعرة تشيلية، ولدت في 1870، وتوفيت في 1938.